# 1141년

## 연호
- 남송(南宋) 소흥(紹興) 11년
- 금(金) 천권(天眷) 4년 / 황통(皇統) 원년
- 일본(日本) 호엔(保延) 7년 / 에이지(永治) 원년
- 서하(西夏) 대경(大慶) 2년
- 리 왕조(李朝) 다이딘(大定) 2년

## 기년
- 남송(南宋) 고종(高宗) 15년
- 금(金) 희종(熙宗) 7년
- 고려(高麗) 인종(仁宗) 19년
- 서하(西夏) 인종(仁宗) 2년
- 리 왕조(李朝) 영종(英宗) 4년

## 사건
- 마틸다 잉글랜드의 여영주로 선출
- 스티븐 마틸다에게서 왕위 탈환

## 사망
남송의 명장 악비의 사망년도 1월 27일